# Hoplathemistus discospinosus
Hoplathemistus discospinosus är en skalbaggsart som först beskrevs av Carter 1933.  Hoplathemistus discospinosus ingår i släktet Hoplathemistus och familjen långhorningar. Inga underarter finns listade i Catalogue of Life.